# احمد فاضل (بازیکن فوتبال قطری)
احمد فاضل (انگلیسی: Ahmed Fadhel؛ زادهٔ ۷ آوریل ۱۹۹۳) یک ورزشکار است.

## تیم ملی
وی همچنین در تیم‌های ملی فوتبال زیر ۲۰ سال قطر زیر ۲۳ سال قطر بازی کرده است.